# Ildikó Pádár
Ildikó Pádár (n. 19 aprilie 1970, în Heves) este o fostă handbalistă maghiară, campioană europeană și medaliată cu argint la Jocurile Olimpice. Actualmente este antrenorul echipei de junioare a Ferencvárosi TC.

## Carieră
Ildikó Pádár a văzut lumina zilei în satul Kömlő, în 1970, iar din 1984 a început să joace handbal la gimnaziul cu program sportiv Szilágyi Erzsébet din Eger. Curând, ea este recrutată în echipa de junioare Eger SE. Primul ei antrenor a fost Gábor Brandstadter.
În 1987, în urma unui meci între Eger și Ferencváros, ea a fost descoperită de conducerea clubului Fradi și adusă la Budapesta în același an. Primii ei antrenori de la Ferencváros au fost Mária Berzsenyi, Pál Hoffmann și Gyula Elek. Ulterior, alături de antrenorul András Németh, Pádár a câștigat cu Ferencváros șase titluri naționale și șapte Cupe ale Ungariei. De asemenea, a ajuns până în finalele Ligii Campionilor EHF și Cupei Cupelor EHF.
În 2003, Ildikó Pádár s-a retras din activitate. Ea a urmat Facultatea de Educație Fizică și a obținut o diplomă de antrenor de handbal și, începând din 2003, ea este antrenorul echipei de junioare a Ferencvárosi TC.

### La echipa națională
Ildikó Pádár a debutat la echipa națională a Ungariei pe 11 septembrie 1990, într-un meci disputat împotriva Austriei. Ea a jucat pentru selecționata maghiară până în 2003 și a înscris în total 286 de goluri în 202 meciuri.
În 1995, Pádár a câștigat medalia de argint la Campionatul Mondial. În 1996, ea a obținut medalia de bronz la Olimpiada de la Atlanta, iar în 1998 o medalie de bronz la Campionatul European. Totuși, cel mai bun an din cariera lui Ildikó Pádár a fost 2000, când a câștigat medalia de argint la Olimpiada de la Sydney și medalia de aur la Campionatul European desfășurat în România.
În anul 2004 ea a fost antrenorul secund al reprezentativei feminine a Ungariei.

## Palmares

### Club
- Liga Maghiară de Handbal:
  -  Câștigătoare: 1994, 1995, 1996, 1997, 2000, 2002[6]

- Cupa Ungariei:
  -  Câștigătoare: 1993, 1994, 1995, 1996, 1997, 2001, 2003[7]

- Liga Campionilor EHF:
  - Finalistă: 2002

- Cupa Cupelor EHF:
  - Finalistă: 1994

- Trofeul Campionilor EHF:
  -  Câștigătoare: 1999

### Echipa națională
- Jocurile Olimpice:
  -  Medalie de argint: 2000
  -  Medalie de bronz: 1996

- Campionatul Mondial:
  -  Medalie de argint: 1995

- Campionatul European:
  -  Câștigătoare: 2000
  -  Medalie de bronz: 1998

### Premii
- Trofeul Fair Play (2003)[8][9]

## Diverse
Sora lui Ildikó Pádár, Margit Pádár, a fost și ea jucătoare a Ferencvárosi TC.
Ildikó Pádár și-a donat medaliile obținute la olimpiade și campionatul mondial Muzeului Sportiv din Eger și varsă regulat o contribuție financiară pentru a-i ajuta pe studenții din orașul în care a început să joace handbal.
Datorită comportamentului sportiv exemplar, ea a fost declarată cetățean de onoare al localității natale Kömlő.